# Barranc de la Pena
El barranc de la Pena és un afluent per la dreta del riu Sec, afluent del Francolí.
Es forma a uns 1.040 m d'altitud, a les muntanyes de Prades i al terme municipal de Vimbodí i Poblet (Conca de Barberà), prop del Pic d'Àguila. Es dirigeix al nord, tot resseguint el GR 171-4 i travessa la carretera TV-7007 (L'Espluga - Poblet per les Masies). Poc després passa a prop de les Masies i del monestir de Poblet, travessa els GR 171 i GR 175 i la carretera TV-7001 (L'Espluga - Poblet) i desaigua al riu Sec a uns 440 m d'altitud, després d'un recorregut d'uns 4 km.